# Mary repülőtér
A Mary repülőtér (IATA: MYP, ICAO: UTAM) Türkmenisztán egyik nemzetközi repülőtere, amely Mary közelében található. 

## Futópályák
A repülőtér futópályái:
- 18R/36L (3800 m, 45 m, vasbeton)
- 18L/36R (2800 m, 45 m, vasbeton)

## Forgalom
Az utasforgalom az elmúlt években az alábbi módon változott:

## Légitársaságok és úticélok
2023-ban a Mary repülőtérről az alábbi járatok indulnak:

### Személy
| Légitársaság          | Célállomások                   |
| --------------------- | ------------------------------ |
| Turkmenistan Airlines | Ashgabat, Daşoguz, Türkmenbaşy |

### Cargo
| Légitársaság          | Célállomások                   |
| --------------------- | ------------------------------ |
| Turkmenistan Airlines | Ashgabat, Daşoguz, Türkmenbaşy |